# 97-es busz (Budapest)
A budapesti 97-es jelzésű autóbusz Rákoskeresztúr, városközpont és Rákoskert között közlekedett körforgalomban. Az ellenkező irányban a 297-es busz járt. A vonalat a Budapesti Közlekedési Zrt. üzemeltette.

## Története
1962. január 22-én 97-es jelzéssel új járatot indítottak Rákoskert, Sugár út és Sáránd utca között. A járaton a kezdeti időszakban egy 9 fő befogadására alkalmas, ZSD Nysa N57 M típusú mikrobusz közlekedett. 1963. december 24-én a járat útvonalát meghosszabbították a Rákoskeresztúri elágazásig. 1964. február 24-én bevezették a körforgalmi közlekedést, az egyik busz a Zrínyi utcát, a másik busz a Sáránd utcát érintette először. 1994. április 1-jén a Zrínyi utca irányú járatot átszámozták 297-esre.
2008. szeptember 5-én megszűnt, mert összevonták a 297-es és a Rákoskert-buszokkal, és 97E jelzéssel az Örs vezér teréig közlekedik.

## Útvonala
| Rákoskeresztúr, városközpont → Rákoskert → Rákoskeresztúr, városközpont                                                                   |
| --- |
| Rákoskeresztúr, városközpont vá. – Pesti út – Sáránd utca – Rákoskert sugárút – Zrínyi utca – Pesti út – Rákoskeresztúr, városközpont vá. |

## Megállóhelyei
| 0  | Rákoskeresztúr, városközpont végállomás | 22 | 46, 61, 61E, 62, 69, 69A, 80, 98, 161, 162, 198, 297, Keresztúr |
| 1  | Ferihegyi út                            | ∫  | 46, 61, 61E, 62, 69, 69A, 80, 98, 161, 162, 198, 297, Keresztúr |
| 4  | Sági utca                               | 19 | 161, 162, 297, Rákoskert                                        |
| 5  | Tápióbicske utca                        | 18 | 161, 162, 297, Rákoskert                                        |
| 7  | Kucorgó tér                             | 16 | 161, 162, 297, Rákoskert                                        |
| 8  | Kékliliom utca                          | ∫  | 297, Rákoskert                                                  |
| 9  | Rózsaszál utca                          | ∫  | 297, Rákoskert                                                  |
| 9  | Nyomdász utca                           | ∫  | 297, Rákoskert                                                  |
| 10 | Sáránd utca                             | ∫  | 297, Rákoskert                                                  |
| ∫  | Rózsaszál utca                          | 14 | 297, Rákoskert                                                  |
| ∫  | Zrínyi utca                             | 13 | 297, Rákoskert                                                  |
| ∫  | Erzsébet körút                          | 12 | 297, Rákoskert                                                  |
| 11 | Rákoskert sugárút                       | 11 | 297, Rákoskert                                                  |